# Lac Pukinjärvi
Le lac Pukinjärvi (suédois : Infjärden) est un lac situé dans les quartiers de Pukinjärvi et Vetokannas à Vaasa en Finlande,,,.

## Géographie
Le lac Pukinjärvi est situé à environ cinq kilomètres au nord du centre-ville de Vaasa, dans la vallée d'Onkilahti-Pukinjärvi.
Le lac Pukinjärvi était à l'origine une baie de la mer de Botnie qui est devenue un lac isolé en conséquence du rebond post-glaciaire.
Le lac, long et étroit, est à 2,5 mètres d'altitude. Il a une superficie d'environ 30 hectares et son littoral mesure 3,99 kilomètres de long.
Dans le lac se trouve l'île Lakören.
Au sud du lac se trouve l'église de Vetokannas.
Des zones résidentielles occupent la rive ouest du lac, à l'est se trouvent des zones industrielles et les pistes d'exercice sportif de Metsäkallio, où l'on peut pratiquer le jogging ou le ski selon la saison.

## Faune et flore
La zone au nord de Pukinjärvi est un paysage forestier où poussent des plantes spécifiques, telles que la Linnée boréale et la Trientale d'Europe.
Malgré une acidité accrue dans le lac, il y a une quantité décente d'oiseaux aquatiques et d'échassiers présents dans la région.
L'avifaune est abondante dans les forêts environnantes et les zones non bâties. Au total, 89 espèces d'oiseaux nicheurs ont été observées dans la région de 2005 à 2008. Les espèces aviaires les plus abondantes sont le garrot, le canard colvert et la sarcelle d'hiver. Le plongeon arctique, a aussi été observé en train de nicher près du lac pendant plusieurs saisons. Les échassiers nicheurs comprennent le chevalier gambette, le chevalier sylvain, le chevalier guignette et le vanneau huppé. Les matins printaniers, on peut voir des grues cendrées et des cygnes chanteurs.  Des rousserolles effarvattes nichent dans les roselières.